# Židovský hřbitov v Batelově
Židovský hřbitov v Batelově byl založen v druhé polovině 15. století. Nachází se v polích mezi západním krajem obce Batelov a Škrobárenským rybníkem, asi 700 m od náměstí.
Na ploše 2090 m2 se dochovalo kolem tří set náhrobních kamenů (macev) s nejstarším čitelným z roku 1715 a zbytek márnice v jihovýchodním rohu areálu, kde je kamenná pokladnička. Hřbitov je chráněn jako kulturní památka České republiky.
Batelovská židovská komunita přestala existovat podle zákona z roku 1890. Do okupace se o hřbitov starala židovská obec v Telči.
Hřbitov je v péči ŽNO v Praze, v roce 2010 byl zrekonstruován.

## Další fotografie

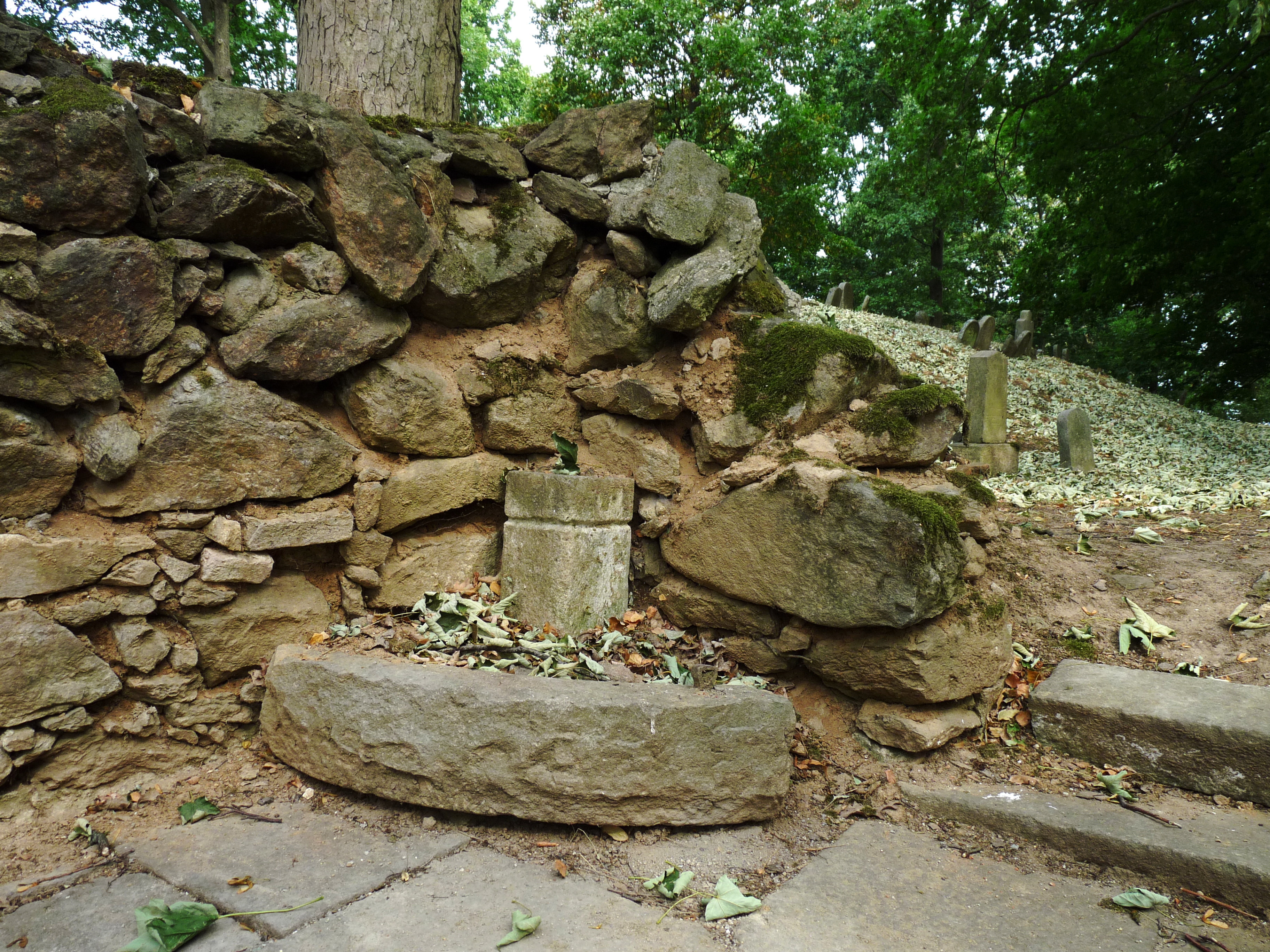
Zbytek márnice s kamennou pokladničkou
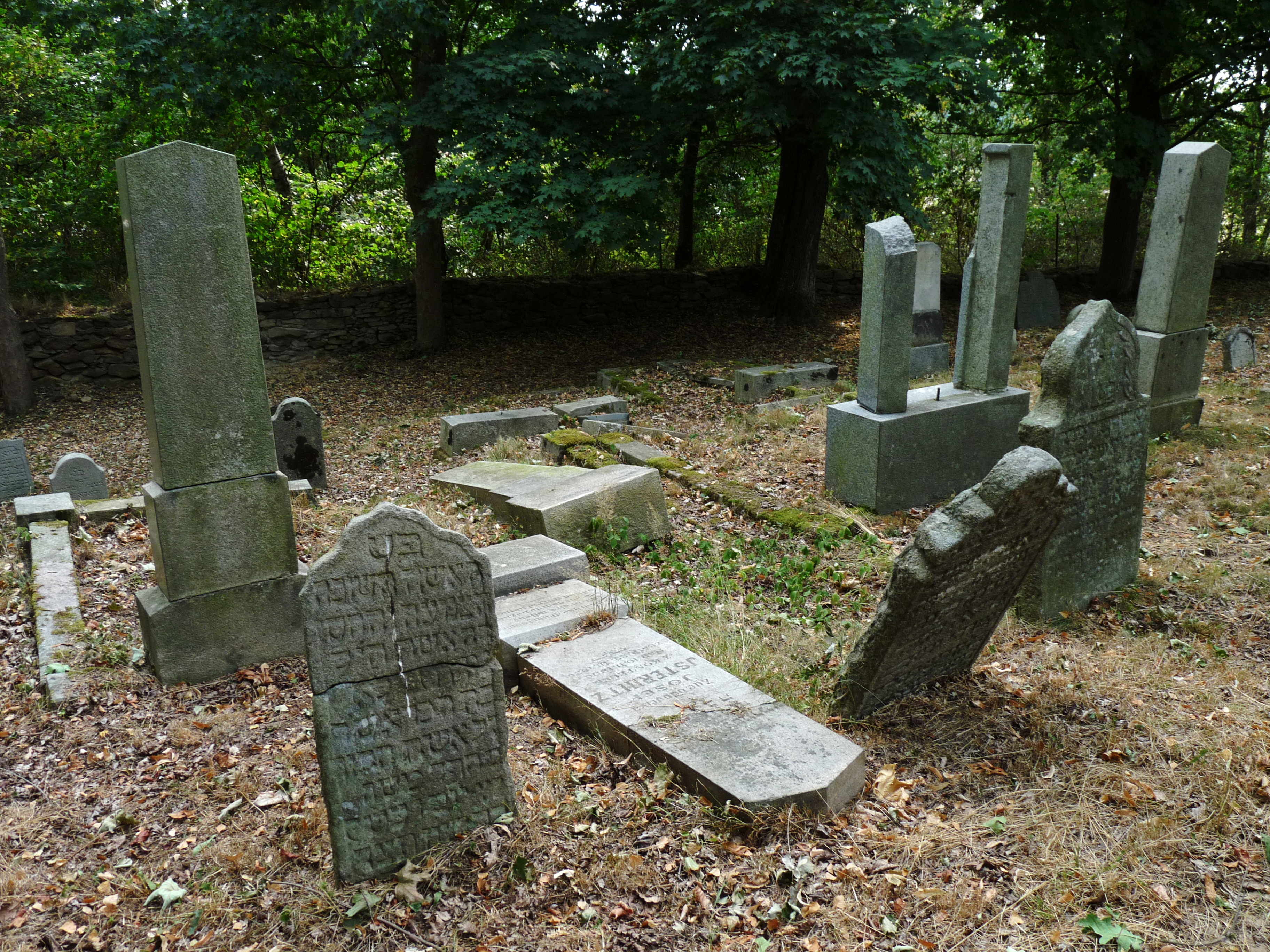
Pobořené náhrobky
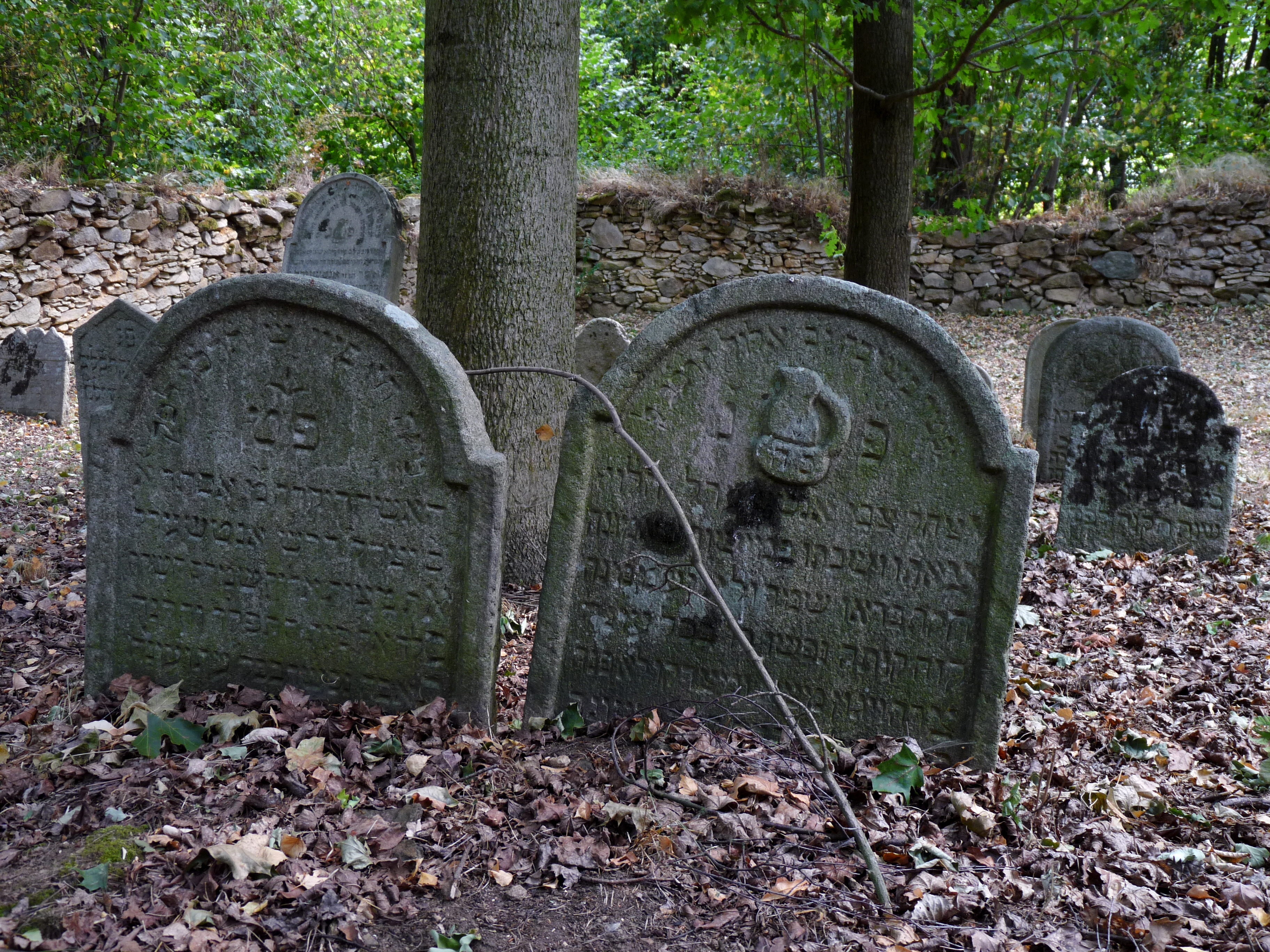
Náhrobek s levitskou konvicí
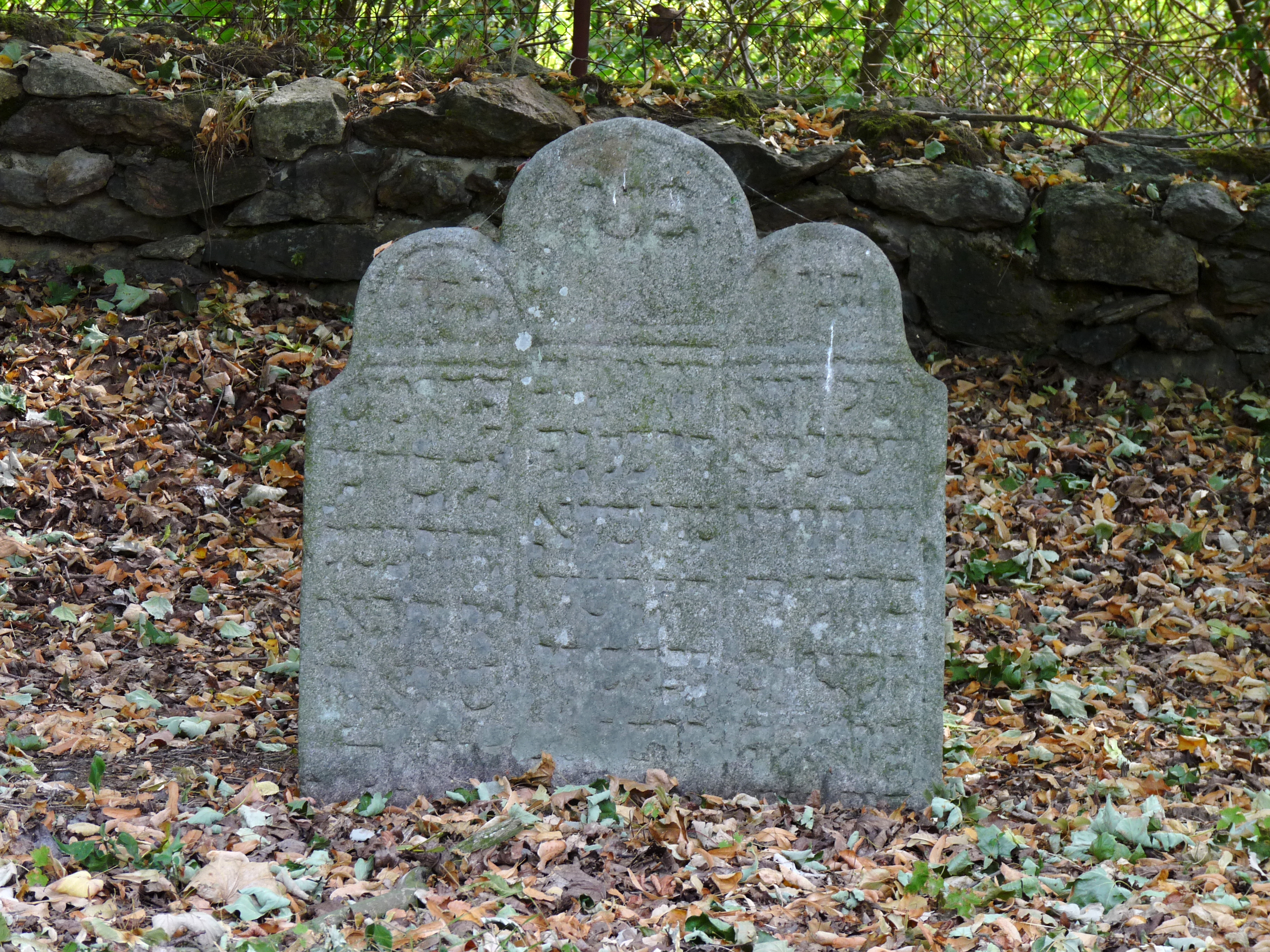
Náhrobek dekorativního tvaru